# Xavier Samuel
Xavier Samuel (Hamilton, 10 dicembre 1983) è un attore australiano.
È apparso in numerose rappresentazioni teatrali ed è apparso in film come September, Further We Search, Newcastle. Nel 2009 ha vestito i panni di Riley Biers nel film che lo ha portato alla ribalta The Twilight Saga: Eclipse.

## Biografia e carriera
Figlio di Maree e Clifford Samuel, è nato a Hamilton, Australia e cresciuto nel sud ad Adelaide, dove si è laureato al Rostrevor College nel 2001. Durante l'esperienza universitaria è stato membro di una band, di cui era il cantante, chiamata Hyatus. Ha interpretato ruoli in importanti rappresentazioni teatrali tra cui Sogno di una notte di mezza estate di Shakespeare. È apparso anche nella produzione della CBC The Rover. Nel 2003 ha partecipato alla serie televisiva australiana Le sorelle McLeod, mentre nel 2005 torna in teatro interpretando Amleto. È comparso in ruoli importanti nei film September, Further We Search, e Newcastle,. Xavier Samuel è anche comparso nel film horror Road Train. Nel luglio 2009 è stato scelto per interpretare il personaggio di Riley Biers in The Twilight Saga: Eclipse, il terzo film della serie di Twilight.

## Filmografia

### Attore

#### Cinema
- 2:37, regia di Murali K. Thalluri (2006)
- Angela's Decision, regia di Mat King (2006)
- September, regia di Peter Carstairs (2007)
- Newcastle, regia di Dan Castle (2008)
- The Loved Ones, regia di Sean Byrne (2009)
- Drowning, regia di Craig Boreham - cortometraggio (2009)
- Road Train, regia di Dean Francis (2010)
- The Twilight Saga: Eclipse, regia di David Slade (2010)
- Boys On Film 6: Pacific Rim, regia di registi vari (2011)
- Anonymous, regia di Roland Emmerich (2011)
- Tre uomini e una pecora (A Few Best Men), regia di Stephan Elliott (2011)
- Shark 3D (Bait), regia di Kimble Rendall (2012)
- Sanctuary, regia di Benedict Samuel - cortometraggio (2012)
- Two Mothers (Adore), regia di Anne Fontaine (2013)
- Drift - Cavalca l'onda (Drift), regia di Morgan O'Neill e Ben Nott (2013)
- Plush, regia di Catherine Hardwicke (2013)
- Healing, regia di Craig Monahan (2014)
- Fury, regia di David Ayer (2014)
- Frankenstein, regia di Bernard Rose (2015)
- Amore e inganni (Love & Friendship), regia di Whit Stillman (2016)
- Mr. Church, regia di Bruce Beresford (2016)
- The Death and Life of Otto Bloom, regia di Cris Jones (2016)
- Spin Out - Amore in testacoda (Spin Out), regia di Tim Ferguson e Marc Gracie (2016)
- Tre uomini e una bara (A Few Less Men), regia di Mark Lamprell (2017)
- Bad Blood, regia di David Pulbrook (2017)
- Della Mortika, regia di Marisa Martin - cortometraggio (2018)
- Elvis, regia di Baz Luhrmann (2022)
- Blonde, regia di Andrew Dominik (2022)

#### Televisione
- Le sorelle McLeod (McLeod's Daughters) – serie TV, 1 episodio (2003)
- Dream Life, regia di Scott Otto Anderson – film TV (2008)
- Seven Types of Ambiguity, regia di Glendyn Ivin, Ana Kokkinos e Matthew Saville – miniserie TV (2017)
- Riot, regia di Jeffrey Walker – film TV (2018)
- Tell Me Your Secrets – serie TV, 8 episodi (2021)
- In the Clearing (The Clearing), regia di Jeffrey Walker e Gracie Otto – miniserie TV, 7 puntate (2023)
- Ascolta i fiori dimenticati (The Lost Flowers of Alice Hart), regia di Glendyn Ivin – miniserie TV, puntata 4 (2023)
- Apple Cider Vinegar, regia di Jeffrey Walker – miniserie TV, puntate 1-4-6 (2025)
- The Stolen Girl, regia di Eva Husson – miniserie TV (2025)

### Doppiatore
- Urban Migration, regia di Lauren Hoekstra - cortometraggio (2013)

## Doppiatori italiani
Nelle versioni in italiano delle opere in cui ha recitato, Xavier Samuel è stato doppiato da:
- Davide Perino in Tre uomini e una pecora, Two Mothers, Amori e inganni, Blonde
- Francesco Pezzulli in The Twilight Saga: Eclipse, Shark 3D, Fury
- Maurizio Merluzzo in Drift - Cavalca l'onda
- Gianfranco Miranda in Anonymous
- Stefano Broccoletti in Elvis
- Gabriele Vender in Ascolta i fiori dimenticati